# Transcendentální filozofie
Transcendentální filosofie, transcendentální idealismus (z lat. transcendentalis, od transcendere, překračovat, přesahovat) či formalistický idealismus je filozofická nauka, jejíž počátek položil Immanuel Kant na konci 18. století a která měla velký vliv na pozdější německou filozofii. O významu této nauky se v průběhu 20. století vedou spory.
Na rozdíl od starších filosofií, které se zabývaly obsahy lidského vědění a poznávání (včetně obsahů transcendentních), transcendentální filosofie se zabývá obecnými podmínkami každého poznání, jeho prameny, které jsou v člověku přítomny před veškerou zkušeností (a priori). Kanta tedy nezajímají předměty poznání, ale schopnosti subjektu poznávat, možností a hranic této schopnosti. Transcendentálním nazývá „zkoumání možností každé zkušenosti“ – výzkum, který se zaměřuje na možnosti poznání. Pojem transcendentální znamená tedy překročení každé možné zkušenosti. Věci samy jsou nám totiž podle Kanta přístupné jen tak, jak se jeví, ve svých jevech čili fenoménech, na nichž se podstatně podílejí i možnosti a meze našich poznávacích schopností. Tak člověk nemůže věc vidět či slyšet jinak než v prostoru a v čase, a dokonce ani rozumové poznání se bez času neobejde. Tak například zákon o vyloučení třetího říká, že nemůže platit A a non-A současně, kdežto v časové následnosti to vyloučit přirozeně nejde.
Na tento náhled navázala Husserlova fenomenologie, která se chtěla původně zabývat právě přesnou analýzou těchto podmínek každého poznání; také Husserl tedy hovoří o „transcendentální fenomenologii“. Filosofie a antropologie 20. století tyto omezující podmínky poznání podstatně rozšířily: při srovnávacím studiu různých jazyků se ukázalo, že je to také jazyk, jeho struktury a vyjadřovací možnosti, které podstatně ovlivňují obsahy našeho poznání. Extrémní podobu tohoto názoru představuje jazykový relativismus amerických etnologů a lingvistů E. Sapira a B. L. Whorfa.

## Kritika čistého rozumu
V zásadě každá schopnost předcházející poznání se nazývá rozum. Transcendentální filozofie pod takovými pojmy zahrnuje pouze čistě apriorní pojmy a principy. Metafyzika, která je také vědou o pramenech a hranicích čistého rozumu, se pak nazývá Kritikou čistého rozumu.
Každé poznání je subjektivní, konečné a nezprostředkuje věci o sobě (Dinge an sich). Jeho předmětem je toliko smyslově vnímatelný svět jevů (fenoménů). Rozvažované pojmy dávají tomuto vnímání formální strukturu a umožňují tak teprve jeho vlastní poznatelnost, v rámci které se konstituují vlastní poznávané předměty. Některá určení, jako nutnost a neurčitost, přesahují kategorie rozumu, avšak nikoli vnímání. Když intelekt reflektuje jednoduchou zkušenost, vznikají základní úkony rozumu. Jedním je spojování a rozdělování v soudu, druhým přechod od neznámého ke známému v úsudku.
Základní otázka Kritiky čistého rozumu ovšem zní, zda existují syntetické apriorní věty. Syntetická věta je ta, jejíž predikát není obsažen v podmětu a rozšiřuje tak poznání (např. věta „Dinosauři vymřeli.“). Pokud takové věty neexistují, pak se lidské poznání skládá pouze z názorů a z forem myšlení, které může analyzovat formální logika. Strukturu poznání by pak bylo možné chápat ve smyslu logického empirismu (srov. Vídeňský kruh, Ludwig Wittgenstein). Kantova transcendentální analýza však ukazuje, že syntetické apriorní věty existují. Sám tyto principy nazývá zásadami rozvažování. Mezi takové věty patří např.:
- Všechny názory jsou extenzivní veličiny.
- Ve všech jevech má reálné, které je předmětem počitků, intenzivní velikost, tj. určitý stupeň.
- Při všem střídání jevů je substance stálá.

Myšlenka syntetických vět a priori a překonání formální logiky ovšem není nová, Kant tak přejímá pouze myšlenku Aristotelovu. Aristotelés a scholastika považují každou větu, jejíž predikát obsahuje něco více než podmět, za syntetickou větu a priori (tzv. dictio in secundo modo dicendi per se, tedy výpověď o druhém způsobu výpovědi per se).